# Сичовка (Земетчинський район)
Сичо́вка (рос. Сычёвка) — присілок у складі Земетчинського району Пензенської області, Росія.
Населення — 16 осіб (2010; 51 у 2002).
Національний склад станом на 2002 рік:
- росіяни — 100 %